# Exclusive Movies (Plataforma)
Exclusive Movies, una plataforma egipcia de transmisión de video digital para servicios, se estableció en el año 2020 para coincidir con el mes de Ramadán en el año 1441 AH. La plataforma fue creada para mostrar obras de arte clásicas egipcias, películas y series de Ramadán .
En 2020, la cantidad de usuarios de "Películas exclusivas" alcanzó alrededor de 10 millones de usuarios, y la cantidad de vistas de videos digitales en las plataformas de "Películas exclusivas" alcanzó alrededor de 100 millones. En cuanto al servicio OTT, Exclusive Movies tiene una participación de mercado de casi el 50% de las vistas de VOD en la región MENA, lo que lo convierte en el primero en la región en este nivel.
Es la plataforma de transmisión en árabe líder en el mundo y el hogar de producciones originales en árabe de calidad con especificaciones de clase mundial.
- Servicio SVOD introducido El servicio premium basado en suscripción 'Películas exclusivas' se lanzó en 2020 y brindó a los usuarios una variante del servicio gratuito de video a pedido (VOD). Por lo tanto, permite a los suscriptores ver todo el contenido disponible sin la interrupción de ningún anuncio.[13][14][15][16][17][18]

## Asociaciones de Exclusive Movies
Exclusive Movies ha estado formando asociaciones estratégicas con empresas relevantes para aumentar la accesibilidad. Comenzó con una asociación con Viva en 2021, el operador de telecomunicaciones de Kuwait, que facilitó el pago de suscriptores a través de sus teléfonos móviles. En 2021, se llevó a cabo una asociación con Omantel, el proveedor de telecomunicaciones de Omán que brinda a sus usuarios acceso a la suscripción de Películas exclusivas. Vodafone Egypt ingresó a la red en 2021 y puso Películas exclusivas a disposición de los suscriptores de Vodafone sin costos adicionales. En Arabia Saudita, el contenido de Películas exclusivas se proporciona a través de Saudi Telecom Company (STC), que comenzó con una asociación entre las dos compañías en mayo de 2021 y se otorgó una suscripción gratuita de dos meses a Películas exclusivas a todos los usuarios de STC.

## referencias
1. ↑  «إنطلاق منصة "أفلام حصرية Exclusive Movies "». Consultado el 15 فبراير 2022.
2. ↑  «منصة "أفلام حصرية" المصرية لمسلسلات رمضان.. هل تنافس نتفليكس؟». Archivado desde el original el 21 de mayo de 2020. Consultado el 15 فبراير 2022.
3. ↑  «أفلام حصرية تكشف عن أرقام ونسب المشاهدة والمشتركين خلال شهر فبراير». 15 de febrero de 2022. Consultado el 15 de febrero de 2022.
4. ↑  akhbarelyom, Aarti (2 de mayo de 2022). «"Exclusive Movies" Competition in Ramadan 2022 drama». Gulf Business (en inglés estadounidense). Consultado el 2 de mayo de 2022.
5. ↑  elfagr, Aarti (2 de mayo de 2022). «Within days... the launch of the "Exclusive Movies" platform for film and television works». Gulf Business (en inglés estadounidense). Consultado el 2 de mayo de 2022.
6. ↑  ahlmasrnews, Aarti (2 de mayo de 2022). «"Exclusive Movies" The digital platforms of the future and the opinion of an expert in digital media». Gulf Business (en inglés estadounidense). Consultado el 2 de mayo de 2022.
7. ↑  albawabhnews, Aarti (2 de mayo de 2022). «"Exclusive Movies" The channels that transmit the Al-Ahly and Farco match». Gulf Business (en inglés estadounidense). Consultado el 2 de mayo de 2022.
8. ↑  youm7, Aarti (2 de mayo de 2022). «"Exclusive Movies" Channels broadcasting the Al-Nasr match against Al-Hilal in the Riyadh derby in the Saudi League». Gulf Business (en inglés estadounidense). Consultado el 2 de mayo de 2022.
9. ↑  elmydannews, Aarti (2 de mayo de 2022). «"Exclusive Movies" 4 series competing in the Ramadan race with 15 episodes». Gulf Business (en inglés estadounidense). Consultado el 2 de mayo de 2022.
10. ↑  «"أفلام حصرية" تكشف بالأرقام نمواً مطّرداً في نسب المُشاهَدة وأعداد المشتركين خلال رمضان 2020.. وتَعِدان بالمزيد». 15 de febrero de 2022. Consultado el 15 de febrero de 2022.
11. ↑  «عرض فيلم "الانس والنمس" عبر منصة 'أفلام حصرية'». Consultado el 15 فبراير 2022.
12. ↑  «عرض فيلم "ماكو" عبر منصة 'أفلام حصرية'». Consultado el 15 فبراير 2022.
13. ↑  Gomhuriaonline, Aarti (2 de mayo de 2022). «"Películas exclusivas" Plataforma egipcia para series de Ramadán... ¿Compite con Netflix? CEO». Gulf Business (en inglés estadounidense). Consultado el 2 de mayo de 2022.
14. ↑  sports.almasryalyoum, Aarti (2 de mayo de 2022). %d9%85%d9%88%d8%b9%d8%af-%d9%88%d8%a7%d9%84%d8%aa%d8%b4%d9%83%d9%8a%d9%84-%d8%a7%d9%84%d9%85%d8%aa%d9%88/ «"Películas exclusivas" Los canales que retransmitieron el partido de Al-Hilal contra Al-Nassr. CEO». Gulf Business (en inglés estadounidense). Consultado el 2 de mayo de 2022.
15. ↑  elhadath, Aarti (2 de mayo de 2022). «El lanzamiento de la plataforma "Exclusive Movies" para cine y televisión funciona en unos días». Gulf Business (en inglés estadounidense). Consultado el 2 de mayo de 2022.
16. ↑  { {Cite web|last=youm7|first=Aarti|date=2022-05-02|title= Bein sport contrató con la plataforma "Exclusive Movies" y proporcionó todos los canales que transmiten todos los partidos|url=http://www.youm7.com/5676086 |access-date=2022-05-02|website=Gulf Business|language=en-US}}
17. ↑  Mashaher, Aarti (2 de mayo de 2022). 7%d9%84%d8%b1%d8%a6%d9%8a%d8%b3%d9%8a%d8%a9-%d9%84%d9%84%d9%85%d8%b4%d8%a7%d9%87%d8%af%d9%8a%d9%86-%d9%81%d9%8a/ «La plataforma "Películas exclusivas", el principal destino de los espectadores en Egipto y los países árabes». Gulf Business (en inglés estadounidense). Consultado el 2 de mayo de 2022.
18. ↑  Elfagr, Aarti (2 de mayo de 2022). «Dentro de unos días... el lanzamiento de la plataforma "Exclusive Movies" para obras de cine y televisión». Gulf Business (en en- EE. UU.). Consultado el 2 de mayo de 2022.
19. ↑  %d9%88%d8%ac%d9%87%d8%a9-%d8%a7%d9%84%d8%b1%d8%a6%d9%8a%d8%b3%d9%8a%d8%a9-%d9%84%d9%84%d9%85%d8%b4%d8%a7%d9%87%d8%af%d9%8a%d9 %86-%d9%81%d9%8a/ «Business Real Estate News | Tecnología | Travel Guide». www.mashaher.net. Consultado el 2 de mayo de 2022.
20. ↑  «Mohamed Mohsen, productor de cine: La plataforma Exclusive Movies sacó la alfombra bajo los pies del cine y la televisión.Guide». www.daralmaref.com. Consultado el 2 de mayo de 2022.